# Kamaboko
Kamaboko (蒲鉾) er japanske retter af forarbejdet fiskekød. Det er en speciel form for surimi, hvor det hvide fiskekød (ofte fra Alaska pollock) pureres og formes til karakteristisk formede brød, der derefter dampkoges, til de er møre og har en fast tekstur. Brødet skæres derefter i skiver og serveres koldt med forskellige dypsovse eller som tilbehør til varme supper, sammenkogte retter og nudelretter.
Kamaboko sælges typisk i halvt cylinderformede kartoner. Nogle kamaboko er lavet sådan, at skiverne har form som bestemte genstande. Gennemskåret kamaboko betegnes ofte fejlagtigt som naruto, men naruto (egentlig narutomaki, butterdejsstang) er faktisk en anden form for surimi, der ikke dampkoges men koges og praktisk taget altid serveres i skiver.
Kamaboko med rød hud og hvid kamaboko serveres ofte til festmåltider, da farverne rød og hvis anses for at være lykkebringere.
Kamaboko er blevet fremstillet i Japan siden det 14. århundrede og er nu tilgængelig over næsten hele verdenen. Det simulerede "krabbekød" kanikama for kani-kamaboko), der er den mest kendte form for surimi i vesten, er en form for kamaboko. I Japan sælges chiikama (ost og kamaboko) pakket som snack i levnedsmiddelbutikker.